# Thismia rodwayi
Thismia rodwayi är en enhjärtbladig växtart som beskrevs av Ferdinand von Mueller. Thismia rodwayi ingår i släktet Thismia och familjen Burmanniaceae. Inga underarter finns listade i Catalogue of Life.

## Bildgalleri

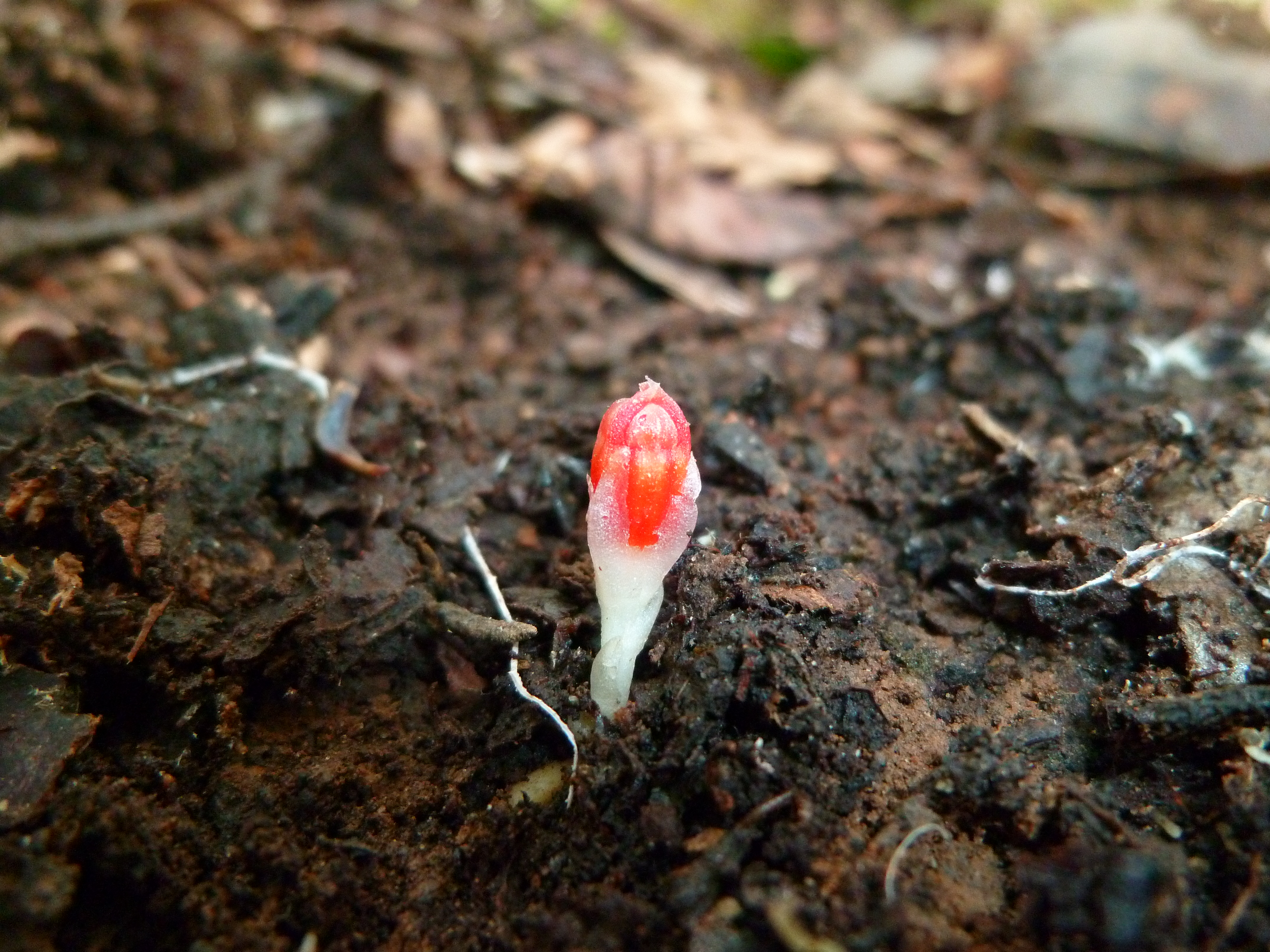